# Józef Klonowski (działacz śpiewaczy)

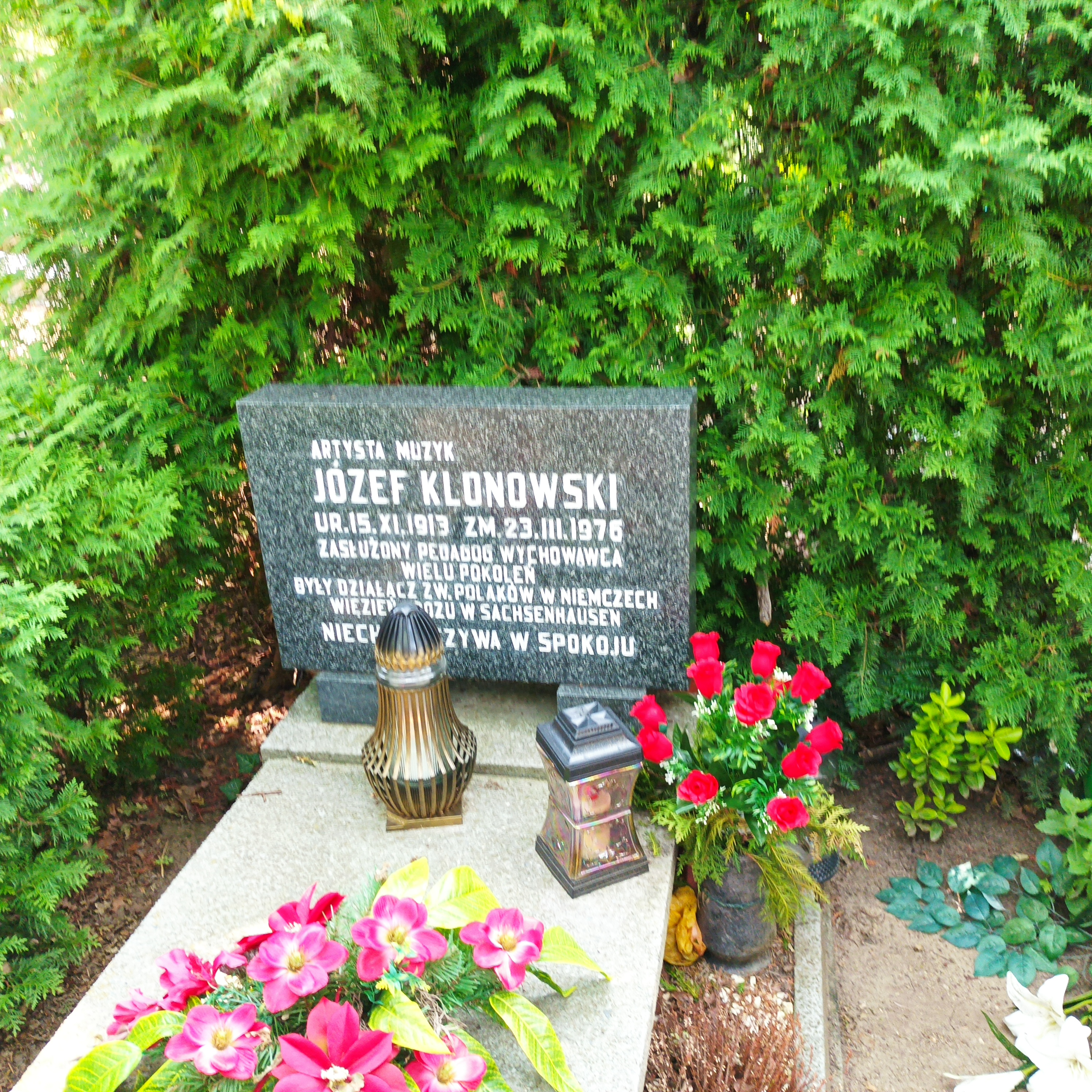
Grób Józefa Klonowskiego na Cmentarzu Osobowickim we Wrocławiu

Józef Klonowski (ur. 15 listopada 1913 w Essen, zm. 24 marca 1976 we Wrocławiu) – polski działacz śpiewaczy i polonijny w Niemczech, dyrygent i nauczyciel muzyki.

## Życiorys
Pochodził z rodziny górniczej. W wieku 15 lat objął kierownictwo młodzieżowego zespołu muzycznego, a od 1930 chóru Dzwon działającego w Essen i Bottrop. W 1935 ukończył studia muzyczne. Był wtedy nauczycielem m.in. w Styrum. Zaraz po wybuchu II wojny światowej został aresztowany przez Niemców i osadzony w ich obozach koncentracyjnych w Sachsenhausen i Dachau, a potem wcielono go przymusowo do karnego oddziału wojsk niemieckich we Francji. Utrzymywał tam kontakty z działaczami lokalnego ruchu oporu w Lille i Ostricourt.
Po zakończeniu wojny został dyrygentem Związku Polskich Kół Śpiewaczych w Nadrenii Północnej-Westfalii. Był jednym z organizatorów odradzającego się polskiego ruchu śpiewaczego w tej części Niemiec. Był m.in. członkiem Rady Nadzorczej Związku Polaków w Niemczech z siedzibą w Bochum. 
W 1948 przeniósł się do Wałbrzycha i przez trzynaście lat był tam dyrektorem Państwowej Średniej Szkoły Muzycznej. W 1960 przeprowadził się do Wrocławia i został prezesem Dolnośląskiego Związku Chórów i Orkiestr. Pracował też w miejscowej Filharmonii, a także był dyrygentem chóru Harmonia Sygnał. Pozostawał też członkiem zarządu głównego Polskiego Związku Chórów i Orkiestr w Warszawie.
Został pochowany na Cmentarzu Osobowickim we Wrocławiu.